# Monthou-sur-Cher
Monthou-sur-Cher ist eine französische Gemeinde mit 993 Einwohnern (Stand: 1. Januar 2022) im Département Loir-et-Cher in der Region Centre-Val de Loire; sie gehört zum Arrondissement Romorantin-Lanthenay und zum Kanton Montrichard Val de Cher.

## Geographie
Monthou-sur-Cher liegt etwa 26 Kilometer südlich von Blois und etwa 45 Kilometer ostsüdöstlich von Tours am Cher, der die Gemeinde im Süden begrenzt. Umgeben wird Monthou-sur-Cher von den Nachbargemeinden Le Controis-en-Sologne mit Thenay im Norden, Choussy im Osten, Thésée im Südosten, Pouillé im Süden, Angé im Südwesten, Montrichard Val de Cher im Westen sowie Pontlevoy im Nordwesten.

## Demografische Entwicklung
| 1962                       | 1968 | 1975 | 1982 | 1990 | 1999 | 2006 | 2018 |
| 898                        | 836  | 805  | 850  | 867  | 902  | 933  | 961  |
| Quellen: Cassini und INSEE |      |      |      |      |      |      |      |

## Sehenswürdigkeiten
- Kirche Saint-Cyr aus dem 11. Jahrhundert, Umbauten aus dem 13. Jahrhundert
- Schloss Gué-Péan aus dem 16. Jahrhundert, Monument historique

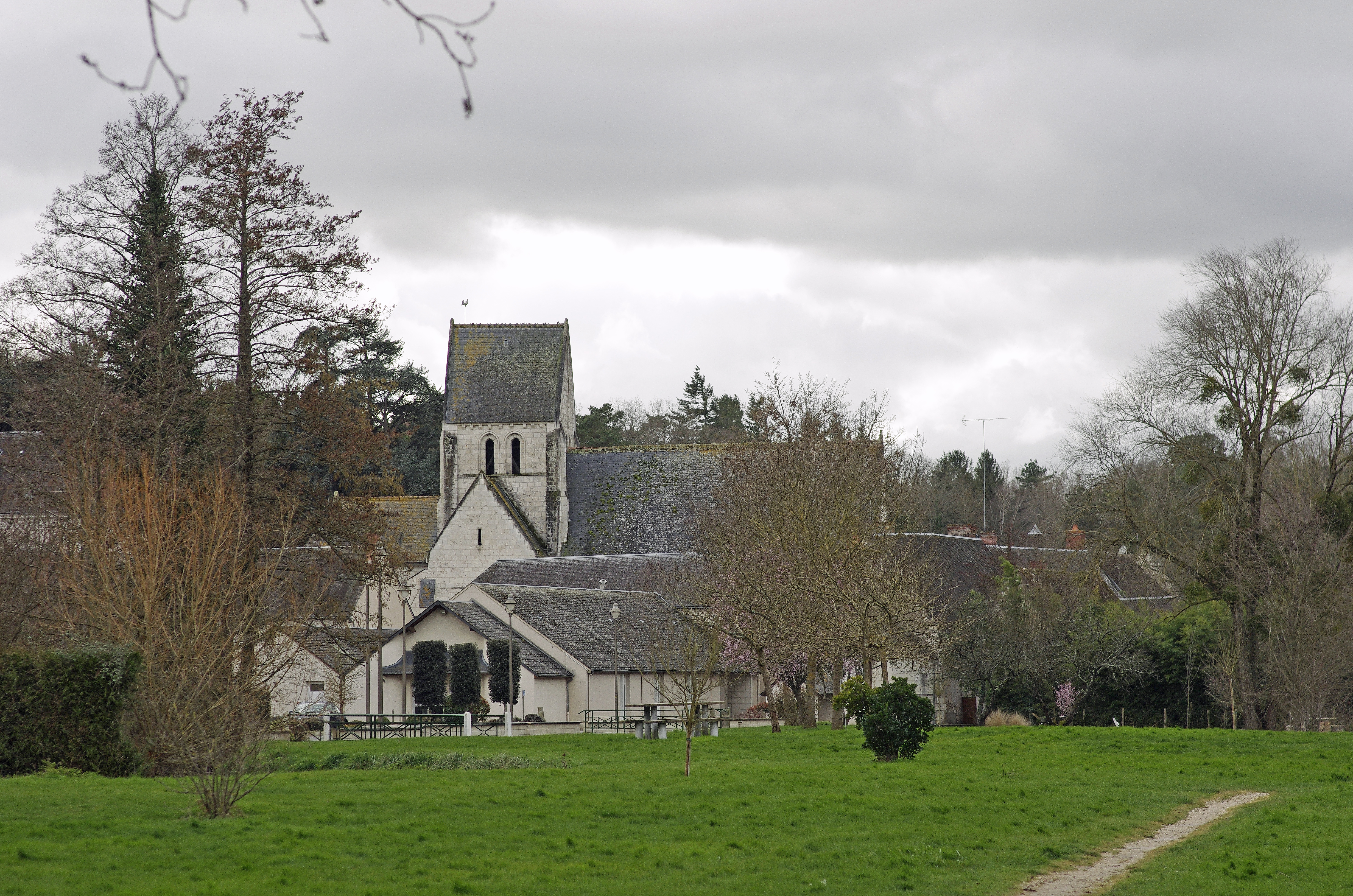
Kirche Saint-Cyr